# Aloysio de Salles Fonseca
Aloysio de Salles Fonseca (Rio de Janeiro, 16 de dezembro de 1918 – 28 de abril de 2007) foi um médico brasileiro.
Foi eleito membro da Academia Nacional de Medicina, da qual foi presidente de 1983 a 1985, de 1987 a 1989 e de 1999 a 2001.